# Partisanen (Fraktion der PVA)
Partisanen (pol. Partyzanci) ist die Bezeichnung für die informelle Fraktion der Polnischen Vereinigten Arbeiterpartei (pol. Polska Zjednoczona Partia Robotnicza; Abk. PZPR). Entstanden ist die Fraktion um 1960. Ihre Hauptgründer waren Mieczysław Moczar und General Grzegorz Korczyński. Der Name der Fraktion hat seinen Ursprung in der Vergangenheit von Moczar und Korczyński während der deutschen Besetzung Polens, in der beide Partisanenabteilungen anführten, und bezieht sich auch auf das Ethos der Kombattanten.

## Entstehung der Fraktion
Mieczysław Moczar als stellvertretender Minister und später als Innenminister hatte um sich eine Gruppe von Partei- und Staatsfunktionären der mittleren und unteren Ebene sowie ehemalige Soldaten der Armia Ludowa (dt. Volksarmee) versammelt. Zusammen mit Korczyński begann Moczar ebenfalls, jüngere Funktionäre um sich zu scharen, die hauptsächlich nationalistisch orientiert waren und aufgrund der Blockierung der Stellenbesetzung durch die ältere Generation keine Chancen für eine Beförderung hatten. Diejenigen von ihnen, die angesichts ihres jungen Alters im Kampf gegen die deutschen Besatzer nicht beteiligen konnten, nannte man „Patrioten“. Seit September 1964 nutzte Moczar als Vorsitzender des Verbandes der Kämpfer für Freiheit und Demokratie auch diesen, um seine Ziele zu verwirklichen. Mit der Zeit wurden Moczar und Korczyński von Mitglieder des Politbüros des Zentralkomitees der Polnischen Vereinigten Arbeiterpartei (pol. Biuro Polityczne KC PZPR) wie Zenon Kliszko und Ryszard Strzelecki anerkannt. Mit der Fraktion der „Partisanen“ waren u. a. die Generale Grzegorz Korczyński, Franciszek Szlachcic, Teodor Kufel, Jan Czapla, Mieczysław Róg-Świostek, Tadeusz Pietrzak, Oberst Marian Janic und andere verbunden. Unter den Anhängern war zu einem bestimmten Zeitpunkt auch der damalige Chef des Generalstabs der Polnischen Streitkräfte, General Wojciech Jaruzelski.

## Ideologie
Die „Partisanen“ proklamierten ein eigenes Ethos der Kombattanten, das sich durch einen radikalen Nationalismus (Chauvinismus) auszeichnete. Dieser Chauvinismus war hauptsächlich gegen die Deutschen, die Ukrainer, später auch gegen die Juden gerichtet. Diesen letztgenannten wurde laut den Mitglieder der Fraktion „Natolińczycy“ die entscheidende Rolle in der stalinistischen Repressionen in Polen zugeschrieben. Heimlich richteten die „Partisanen“ ihre Feindseligkeit auch gegen Sowjetbürger. Die „Partisanen“ haben den Kommunisten, die in Partisanenkriegen kämpften, die mit den sowjetischen Streitkräften angekommenen Kommunisten entgegengesetzt. Die Gruppe hat sich als Nationalkommunisten vorgestellt.
Grundlage für die Ideologie der „Partisanen“ waren zahlreiche Veröffentlichungen zu den Kämpfen der kommunistischen Partisanen, insbesondere „Barwy walki“ von Moczar.

## Zwecke der Fraktion
Offiziell waren die „Partisanen“ gegenüber dem PVAP-Parteichchef Władysław Gomułka loyal eingestellt, aber inoffiziell hat man die Meinung vertreten, dass er durch jemanden energischeren und jüngeren ersetzt werden sollte.
Tatsächlich war das Ziel der Fraktion, die Beziehungen zu der Polnischen Vereinigten Arbeiterpartei zu intensivieren. Das war mit der Absicht verbunden, die ältere Generation der Funktionäre, vor allem diejenigen jüdischer Herkunft, aus ihren Stellen zu entfernen. Dafür verwendete man Antisemitismus und Postulate des Kampfs mit dem Kosmopolitismus, der dem Patriotismus entgegengesetzt war. Auch war die Unterstützung der Menschen jüdischer Herkunft für Israel während des Sechstagekriegs 1967 und die Beteiligung von Kindern einiger Funktionäre in der Studentenoppositionsbewegung übertrieben dargestellt. Die Handlungen der „Partisanen“ waren hauptsächlich gegen die übrigen Mitglieder der „Puławianie“-Gruppe gerichtet. Es ist nicht ganz klar, ob die „Partisanen“ versuchten, Gomułka zu stürzen oder Moczar die Stelle der zweiten Person in der Partei zu sichern.
Der Höhepunkt der Bedeutung der „Partisanen“ waren die antisemitische Säuberungen in der Partei und in den Staatsinstitutionen nach dem März 1968.